# Mon père et mon fils
Pour plus de détails, voir Fiche technique et Distribution.
Mon père et mon fils (Babam ve Oğlum) est un film turc réalisé par Çağan Irmak, sorti en 2005.

## Synopsis
La femme de Sadık, un journaliste de gauche, accouche le jour du coup d'État du 12 septembre 1980. Dans l'impossibilité de rejoindre la maternité, elle accouche dans un parc d'un garçon, Deniz, mais meurt après avoir donné naissance. Pour ses activités politiques, Sadık est arrêté, torturé et emprisonné pendant 3 ans. À sa sortie, sa santé est affaiblie et il sait qu'il va mourir. Il emmène donc son fils à la campagne chez ses parents, qui refusent de lui parler...

## Fiche technique
- Titre : Mon père et mon fils
- Titre original : Babam ve Oğlum
- Réalisation : Çağan Irmak
- Scénario : Çağan Irmak
- Musique : Evanthia Reboutsika
- Photographie : Ridvan Ülgen
- Montage : Kivanç Ilgüner
- Production : Sukru Avsar
- Société de production : Avsar Film
- Pays :  Turquie
- Genre : Drame et
- Durée : 112 minutes
- Dates de sortie : 
  -  Turquie : 18 novembre 2005
  -  France : 3 mai 2006

## Distribution
- Çetin Tekindor : Hüseyin
- Fikret Kuskan : Sadik
- Hümeyra : Nuran
- Ege Tanman : Deniz
- Serif Sezer : Gülbeyaz
- Yetkin Dikinciler : Salim
- Binnur Kaya : Hanife
- Mahmut Gökgöz : Ibrahim
- Nergis Çorakçi : Sakine
- Bilge Sen : Fatma
- Tuba Büyüküstün : Aysun
- Özge Özberk : Birgül
- Erdal Tosun : Gazeteci Mustafa
- Halit Ergenç : Özkan
- Tugyan Akay Kavukçu : K. Hüseyin
- Ege Kaya : Aysegül
- Muzaffer Demirel : Neset

## Accueil
- Festival international du film d'Istanbul 2006 : Meilleur acteur pour Fikret Kuskan, Meilleure actrice pour Serif Sezer et Prix du public[1].